# Левин, Григорий Михайлович (Герой Советского Союза)
Григорий Михайлович Левин (1902—1983) — полковник Советской Армии, участник Великой Отечественной войны, Герой Советского Союза (1945).

## Биография
Родился 10 января 1902 года в селе Анцирь (ныне — Канский район Красноярского края). Окончил семь классов школы. В 1921 году Левин был призван на службу в Рабоче-крестьянскую Красную Армию. В 1922 году окончил Красноярскую пехотную школу, в 1926 году — Владивостокскую пехотную школу. Участвовал в конфликте на КВЖД. В апреле 1932 года был уволен в запас. Проживал и работал сначала в Никольске-Уссурийском, затем в Барнауле и Чирчике.
В сентябре 1941 года повторно был призван в армию. С ноября того же года — на фронтах Великой Отечественной войны.
К апрелю 1945 года гвардии полковник Григорий Левин командовал 109-м гвардейским стрелковым полком 37-й гвардейской стрелковой дивизии 65-й армии 2-го Белорусского фронта. Отличился во время Берлинской операции. В ночь с 19 на 20 апреля 1945 года полк Левина успешно переправился через Одер к югу от Штеттина и захватил плацдарм на его западном берегу. В последующие трое суток полк успешно отразил двадцать шесть массированных немецких контратак, благодаря чему в образовавшийся прорыв армия смогла ввести свою подвижную группу.
Указом Президиума Верховного Совета СССР от 29 июня 1945 года за «мужество и героизм, проявленные в Берлинской операции», гвардии полковник Григорий Левин был удостоен высокого звания Героя Советского Союза с вручением ордена Ленина и медали «Золотая Звезда» за номером 5550.
После окончания войны продолжил службу в Советской Армии. В 1954 году он был уволен в запас. Проживал в Чирчике, затем в Барнауле, руководил Алтайским краевым ДОСААФ. Умер 26 января 1983 года.

## Награды
Был также награждён тремя орденами Красного Знамени, орденами Суворова 3-й степени, Александра Невского, Красной Звезды, рядом медалей и иностранных наград.